# Wallyson
Wallyson Ricardo Maciel Monteiro (Macaíba, 17 de outubro de 1988), é um futebolista brasileiro que atua como atacante. Atualmente, atua pelo ABC.

## Carreira

### Início
Wallyson começou sua carreira no futebol aos 11 anos após realizar testes ingressou as categorias de base do São Gonçalo FC de São Gonçalo do Amarante, depois teve passagens pelo Cruzeiro de Macaíba e Potiguar de Parnamirim. Chegou a realizar testes no Sport de Pernambuco, sendo aprovado para integrar as categorias de base do Leão, porém na época o clube só podia custear a viagem de uma pessoa e Wallyson não viajou até Recife. No mesmo ano integrou a base do ABC, clube do coração do seu pai.

### ABC
Wallyson chegou ao ABC e logo aos 18 anos ficou marcado na história do clube ao fazer quatro gols na final do Campeonato Potiguar de 2007, na vitória do ABC sobre seu maior rival, o América, por 5 a 2. O ABC foi campeão, conquistou o 49º campeonato estadual da história e, de quebra, o jogador terminou como o artilheiro da competição com 10 gols.
Wallyson também foi um dos principais responsáveis pelo acesso do ABC à Série B de 2008, fazendo 16 gols na Série C de 2007, um deles, o gol de desempate na última partida do ABC na competição, contra o Bragantino, que garantiu o acesso da equipe. Foi considerado um dos principais destaques desta competição.
Em 2008, foi vendido para o Athletico Paranaense por mais de R$ 1 milhão, dos quais R$ 600 mil o ABC utilizou para a construção do módulo IV do Estádio Frasqueirão em que foi homenageado recebendo o nome de Módulo Wallyson.

### Athletico Paranaense
Em 2008, chegou ao Athletico Paranaense, mas não teve um bom começo em Curitiba por conta de uma pubalgia que o atormentou. Precisava ganhar massa muscular e por conta disso ficou um tempo longe dos gramados. Começou a ter chances no time titular até finalmente conseguir a titularidade no Campeonato Paranaense de 2009 devido a boas atuações e foi eleito revelação do campeonato. 
Em 2010, teve outra contusão afastando o jogador dos gramados.

### Cruzeiro
Em 29 de julho de 2010, o jogador foi apresentado como reforço do Cruzeiro. Após vencer uma causa na justiça contra o Furacão, Wallyson teve os direitos adquiridos por um grupo investidor argentino e assinou contrato de empréstimo por dois anos com o clube mineiro.
A sua estreia pela equipe mineira aconteceu no dia 22 de agosto, na derrota por 1 a 0 para o Vitória, em jogo válido pelo Campeonato Brasileiro. No dia 15 de setembro, marcou o seu primeiro gol pela equipe, na vitória por 4 a 2 sobre o Guarani.
No começo de 2011, rapidamente garantiu sua vaga entre os titulares graças às boas atuações no Campeonato Mineiro. Posteriormente, o jogador destacou-se ainda mais na Copa Libertadores da América, marcando quatro gols nos dois primeiros jogos e rapidamente assumindo a liderança na artilharia da competição. A equipe, embora tenha se classificado na fase de grupos com a melhor campanha da competição, foi eliminada nas oitavas-de-final. Wallyson finalizou o torneio como artilheiro, ao lado de Roberto Nanni do Cerro Porteño, com sete gols cada.
No dia 7 de agosto de 2011, Wallyson sofreu uma fratura no tornozelo durante a partida contra o Internacional, válida pelo Campeonato Brasileiro. No dia seguinte, o jogador passou por uma cirurgia de aproximadamente duas horas.
Após um longo processo de recuperação e treinamento, o atacante voltou a atuar em um jogo oficial em 2012, contra o Guarani de Minas Gerais, pelo Campeonato Mineiro. O jogador voltou a marcar gol na vitória do Cruzeiro contra o Nacional, por 4 a 2, ao converter o pênalti sofrido por Montillo.
Em dezembro de 2012, contudo, Wallyson não teve seu contrato renovado, e ficou livre para acertar com algum clube interessado.

### São Paulo
No dia 11 de janeiro de 2013, foi anunciando como novo reforço do São Paulo. Em 10 de maio, no entanto, apenas quatro meses depois, Wallyson foi afastado do elenco tricolor, após as eliminações do clube na Libertadores e no Campeonato Paulista. O jogador teve poucas chances na equipe comandada pelo técnico Ney Franco por conta do seu mau rendimento nos treinos.

### Bahia
Em julho de 2013, Wallyson acertou com o Bahia até o final do ano. No dia 31 de julho, Wallyson fez o seu primeiro gol com a camisa do Bahia diante do Flamengo, quando na ocasião o time baiano venceu o Rubro-Negro carioca por 3 a 0 em partida válida pelo Campeonato Brasileiro.

### Botafogo
No dia 22 de janeiro de 2014, Wallyson acertou com o Botafogo por empréstimo até o fim do ano. Estreou pelo Fogão contra o Deportivo Quito, quando o time perdeu por 1 a 0, em jogo de ida pela primeira fase da Libertadores. No jogo da volta, Wallyson jogou como titular, sendo decisivo ao fazer três gols e classificando o Botafogo para a fase de grupos da competição.
Wallyson foi um dos destaques do Botafogo no Campeonato Brasileiro, marcando gols importantes em partidas vencidas contra o Corinthians e Flamengo. Mas por conta de uma lesão acabou ficando fora das últimas partidas e assim não podendo ajudar a evitar a queda do time carioca para a segunda divisão do futebol brasileiro.
No dia 10 de dezembro de 2014, o Botafogo anunciou que Wallyson e outros 16 jogadores não seguiriam no clube para a temporada 2015.

### Coritiba
Em 6 de março de 2015, acertou com o Coritiba até o fim da temporada, será sua segunda passagem pela cidade de Curitiba, onde havia jogado pelo rival do Coxa, o Atlético Paranaense. Com poucas chances no time do Coxa, em junho do mesmo ano rescindiu seu contrato com o clube, onde marcou apenas um gol no Campeonato Paranaense.

### Santa Cruz
No dia 11 de janeiro de 2016, é anunciado como novo reforço do Santa Cruz. Marca seu primeiro gol com a camisa coral contra o América/PE, em uma arrancada e toque na saída do goleiro, em partida que terminou 4 a 2 para o Tricolor. Contra o Ceará, pelas quartas-de-finais da Copa do Nordeste, fez o gol da classificação na vitória tricolor por 1 a 0 na Arena Castelão e avançou para as semi do Nordestão, da qual mais tarde seria campeão.

### Vila Nova
No dia 3 de janeiro de 2017, foi confirmado com novo reforço por uma temporada pelo Vila Nova.
Em sua estreia pelo time goiano em um amistoso diante do Flamengo, Wallyson marcou dois golaços, sendo dois belos chutes de fora de área, e no fim o Vila Nova venceu o clube carioca por 2 a 1. Diante do Anápolis pelo Campeonato Goiano, foi destaque marcando dois gols e dando a assistência para o terceiro gol na vitória por 3 a 0.
Voltou a marcar contra mais um grande do Rio, na partida contra o Vasco, marcou de pênalti empatando o jogo, mas o time goiano foi eliminado por 1 a 2 na Copa do Brasil. Durante a Série B, acabou sendo pouco aproveitado pelo técnico Hemerson Maria e indo pra reserva do clube goiano e atuando apenas em 18 jogos, em 10 deles saindo do banco.

### Retorno ao ABC
No dia 4 de janeiro de 2018, após muitas especulações e negociações, o ABC anunciou por meio de suas redes sociais o retorno de Wallyson ao Mais Querido após 11 anos. A negociação foi novamente uma espécie de novela, como nos últimos dois anos, em que jogador e clube chegaram a conversar, mas ficaram longe do acerto final. No dia 6 de janeiro foi apresentado a torcida no Estádio Frasqueirão, Wallyson revelou que o pedido do seu filho foi fundamental para seu acerto com o ABC.
| “ | No ano passado esteve perto, mas uns detalhes atrapalharam, Esse ano tiveram três propostas pra eu ir, até melhor (que a do ABC), mas eu falei com meu empresário, a pedido do meu filho de sete anos, que está precisando hoje mais do que nunca da minha presença. E ele pediu pra eu ficar. E isso pesou muito na minha escolha. Foi uma escolha tranquila, mais do que as outras, porque foi o meu filho que pediu. Ele queria que eu ficasse aqui, mais perto dele. 'Papai, fica aqui perto de mim'. Isso pesou muito, então estou muito feliz. Agora é só trabalhar e dar alegria a essa torcida. | ” |

Realizou sua reestreia pelo ABC diante do Baraúnas, no Estádio Nogueirão, e logo em seu primeiro toque na bola marcou seu primeiro gol em sua volta do Mais Querido; ainda marcou outro gol e deu assistência para outros dois. No fim, o alvinegro venceu a equipe de Mossoró por 7 a 0 em partida válida pelo Campeonato Potiguar. Voltou a marcar pelo Mais Querido diante do Vitória, pela Copa do Nordeste, além de marcar seu gol, ainda deu assistência para o terceiro gol do ABC que garantiu a vitória por 3 a 1.
Diante do maior rival do ABC no Frasqueirão, o América de Natal, ao qual Wallyson obteve a fama de carrasco, voltou a marcar contra o time potiguar em partida válida pelo Campeonato Potiguar na vitória por 2 a 0.
| “ | É um gosto especial. Todo mundo gosta de jogar clássico e eu não sou diferente. Tenho uma história em cima do maior rival e hoje, mais uma vez, provei que posso fazer muitas coisas. Feliz pelo gol, feliz pela vitória, nossa equipe mereceu o resultado, jogou melhor o tempo todo. Demos um passo muito importante rumo ao título, mas ainda tem jogo pela frente. | ” |

Contra o Globo, foi decisivo marcando dois gols na vitória por 3 a 0 em partida válida pelo Campeonato Potiguar no Barrettão, gols esses que lhe fizeram chegar a artilharia do campeonato. Pelo ABC foi campeão do Campeonato Potiguar após conquistar os dois turnos, a Copa Cidade de Natal e a Copa RN. Após o fim do estadual, Wallyson foi artilheiro isolado com sete gols e sendo eleito um dos melhores atacantes da competição.
Depois de vários meses de negociação, foi confirmada a transferência do atacante para o Vitória, em virtude da janela de transferência internacional, o ABC realizou um novo empréstimo do jogador ao time baiano. O alvinegro será recompensado por ter uma "cláusula de vitrine" no contrato, recebendo 30 mil dólares, cerca de R$ 100 mil. Sua última partida em sua segunda passagem pelo ABC foi diante do Ferroviário no Estádio Frasqueirão, em partida válida pela Copa do Nordeste, quando de pênalti marcou um dos gols da vitória por 3 a 1.

### Vitória
Com um início de semestre de muito destaque pelo Campeonato Potiguar e Copa do Nordeste, em abril foi anunciado como reforço do Vitória para o segundo semestre de 2018.

### CRB
Foi anunciado no dia 1 de fevereiro de 2019 como novo jogador do CRB para a temporada 2019. Porém, acabou deixando o clube por conta de uma lesão detectada após exames assim que chegou a equipe de Alagoas.

### Volta ao ABC

#### 2019
Após sua passagem pelo Vitória, Wallyson não teve seu vínculo renovado com o time baiano, teve-se muita especulação quanto ao seu retorno para o ABC no começo da temporada de 2019, porém não chegou-se a um acordo e o atacante retornou ao Deportivo Maldonado que detém os seus direitos econômicos. Após retornar ao clube uruguaio para se recuperar de uma fratura ocasionado pelo estresse, Wallyson se desvinculou do clube o qual era detentor de seus direitos para retornar ao ABC assinando de forma definitiva com a missão de evitar o rebaixamento do clube para a Série D de 2020. Ao longo da competição foi fundamental em alguns jogos marcando gols importantes na luta contra o rebaixamento, porém diante do Sampaio Corrêa teve a chance de garantir a vitória ao Mais Querido numa cobrança de pênalti que acabou sendo defendida pelo goleiro Andrey. Com esse resultado as chances do clube permanecer na Série C de 2020 se tornaram mais mínimas ainda. 
Consequentemente o rebaixamento para a Série D de 2020 veio a se confirmar na rodada seguinte. Em outubro do mesmo ano, Wallyson aceitou reduzir em 50% o seu salário para renovar com o ABC para a temporada de 2020 com a missão do acesso do clube para Série C de 2021.
| “ | Todo mundo abriu um pouco para se chegar a um acordo. Estou muito feliz. Mais um ano vestindo essa camisa maravilhosa. Agora preciso do apoio de todo mundo. É o momento de ser mais forte, de unir a torcida, o elenco, a comissão. Que seja um ano de muita luta, e de conquistas também. A gente espera que dê tudo certo no projeto, por isso que renovei. Estou acreditando muito nesse projeto do ABC. | ” |

#### 2020
Em partida contra o Aquidauanense pela Copa do Brasil, Wallyson numa tentativa de recuperar a bola no meio de campo acabou fraturando a tíbia, que deixou ele fora dos gramados por cerca de sete meses. Retornou aos gramados pelo ABC no fim do jogo diante do rival América de Natal, em que o Mais Querido consagrou-se campeão do Campeonato Potiguar, com o empate em 1 a 1 o Alvinegro conquistou o segundo turno da competição, a Copa RN, em virtude de já ter conquistado a Copa Cidade de Natal consagrou de forma invicta o campeonato. Após o fim do jogo, Wallyson foi homenageado pelos jogadores e foi escolhido para erguer a taça do Campeonato Potiguar, apesar da comemoração o jogador afirmou que poderia ser seu último jogo pelo ABC devido o clube ter ficado com dívidas pendentes com ele durante o tempo que esteve fora dos gramados por conta da sua lesão. 
| “ | Hoje pode ser o último jogo da minha carreira aqui. Eu tenho só que agradecer ao ABC. Acho que minha história, o respeito, ninguém vai me tirar. Só tenho que agradecer a todos que me ajudaram. É muito difícil. Não vou mentir para vocês. Aconteceram muitas coisas. Depois vou falar o que aconteceu. Sou pai de família, preciso trabalhar, mas trabalhar feliz, e acima de tudo, receber. Nunca fui mau caráter. | ” |

Após essas declarações e o rumor da possível ida de Wallyson para o rival Globo, a diretoria se reuniu com o jogador para resolver as pendências financeiras e acertaram a renovação de contrato com o ídolo até o fim da Série D. Na disputa do Campeonato Brasileiro foi destaque da equipe com cinco gols em seis jogos disputados, porém diante da equipe do Globo no placar agregado de 3 a 2, o ABC foi eliminado e assim não conquistando o acesso para Série C de 2021. Terminou a temporada com a marca de 12 gols em 15 jogos.

#### 2021
Em janeiro de 2021 teve seu vínculo renovado novamente com o ABC com a missão do tão sonhado acesso para a Série C de 2022. Durante a disputa do Campeonato Potiguar no primeiro turno o Mais Querido teve uma campanha irregular que não levou o clube a final da disputa do primeiro turno, a Copa Cidade de Natal, resultados que culminaram na demissão de Sílvio Criciúma do comando técnico do clube.
Com a chegada de Moacir Júnior ao comando técnico do ABC a equipe conseguiu realizar uma boa campanha no segundo turno do campeonato e indo a decisão da Copa RN contra o Santa Cruz de Natal. Em uma cobrança de pênalti, Wallyson marcou o gol do título que garantiu a ida do Alvinegro a decisão do Campeonato Potiguar. O jogo rendeu muita polêmica devido o erro da arbitragem na marcação do pênalti, que resultou no afastamento do juiz Zandick Gondim. Na decisão do Campeonato Potiguar diante do Globo, o ABC acabou sendo derrotado e ficando com o vice-campeonato da competição.
Na disputa Copa do Brasil foi um dos heróis da classificação do ABC diante da Chapecoense, marcando no jogo de ida na Arena Condá e na volta no Frasqueirão, no agregado o Mais Querido venceu o confronto por 4 a 3 e garantindo a classificação para as oitavas de final e uma premiação para os cofres do clube. Na disputa da Série D, Wallyson foi novamente destaque da equipe durante a fase de grupos, com direito a hat-trick na goleada por 9 a 1 diante da equipe do Caucaia. Com isso, o ABC encerrou com uma das melhores campanhas durante a primeira fase da competição.
Durante a segunda fase da Série D, foi decisivo nos dois jogos. Contra o Retrô na segunda partida em Natal aos 43 minutos do segundo tempo marcou o gol da vitória do Alvinegro que garantiu a classificação para a terceira fase.
Diante do 4 de Julho na terceira fase, Wallyson foi decisivo novamente marcando nos dois jogos ajudando a classificação o Mais Querido para as quartas de final contra o Caxias valendo o acesso para a Série C de 2022. Conta o Caxias, após o empate por 0 a 0 no Estádio Centenário, a decisão ficou para o Frasqueirão, Wallyson foi o herói do acesso para Série C, repetindo o feito de 2007 quando subiu o time para a Série B. Além do gol, contribuiu com assistência para o terceiro gol e sacramentar a vitória do ABC.
Wallyson encerrou a temporada de 2021 sendo um dos principais artilheiros do Brasil com 24 gols marcados, sendo essa a sua maior artilheira, superando a marca de 2011 em que marcou 17 gols pelo Cruzeiro. Por pesquisas foi eleito um dos melhores jogadores da Série D de 2021.
Mesmo com sondagens de outras equipes como o Vitória, Wallyson nunca escondeu o desejo de permanecer no ABC, em 16 de dezembro o Mais Querido juntamente do atacante anunciou a renovação do vínculo até o fim de 2022.
| “ | Em nenhum momento eu escondi nada das propostas que chegaram. Fico feliz pelo esforço da diretoria, que fez a parte dela, entendeu o meu lado também, assim como entendi o lado do ABC. O mais importante é que a gente chegou a um ponto que ficou bom para todo mundo. Não foi 'essas coisas todas' que o povo pensa, mas estou feliz de fazer parte desse novo projeto. Sabemos que muitos jogadores importantes saíram, mas deixar bem claro que os que chegaram foram bem escolhidos pela diretoria e a comissão. | ” |

#### 2022
Na final do Campeonato Potiguar, foi novamente decisivo e mantendo a sua fama de "carrasco" contra o rival América de Natal. No segundo jogo disputado no Estádio Frasqueirão, marcou um gol olímpico que abriu o placar na partida.
De pênalti empatou a partida e foi dos seus pés numa cobrança de escanteio que resultou no gol da virada marcado por Jefinho. No fim o ABC venceu a partida por 4 a 2 e ergueu o seu 57º título, sendo o maior campeão estadual do Brasil. Recebeu das mãos da governadora Fátima Bezerra o prêmio de melhor jogador da partida, decidida em votação aberta.
Durante a disputa da Série C ficou bastante marcado seu episódio com o técnico Fernando Marchiori. O atacante em vídeo divulgado nas redes sociais esclareceu sua ausências nos últimos jogos, enquanto o técnico expos sua versão com direito a um dossiê. O episódio acabou sendo resolvido e Wallyson voltou a ser relacionado.
Diante do Mirassol, Wallyson voltou a ser relacionado e entrou no decorrer da partida. Foi dos seus pés que saiu o gol da vitória que deixou o alvinegro na liderança provisória da Série C. Dos seus pés também saiu a jogada do gol do acesso a Série B de 2023 marcado por Garré, na vitória por 1 a 0 contra o Paysandu.
Com o fim da temporada, Wallyson e ABC não chegaram a um acordo e optaram pela renovação do vínculo por mais uma temporada, e assim, encerrando a sua terceira passagem pelo clube.

#### 2023
No dia 12 de junho de 2023. o ABC anunciou o retorno de Wallyson oito meses depois da sua última partida pelo Mais Querido. Desde então, o atacante ficou sem clube mas mantendo a forma física em dia. O "Mago" firmou vínculo com o alvinegro até o fim da Série B.

#### 2024
Em junho de 2024, renovou seu contrato até o término da disputa da Série C do Campeonato Brasileiro.
Em 2024, participou de 35 jogos e marcou sete gols.
Em outubro de 2024, renova seu contrato até o fim da Série C do Campeonato Brasileiro de 2025.

## Títulos
ABC
- Campeonato Potiguar: 2007, 2018, 2020, 2022
- Copa Cidade de Natal: 2018, 2020, 2022
- Copa RN: 2018, 2020, 2021

Atlético Paranaense
- Campeonato Paranaense: 2009

Cruzeiro
- Campeonato Mineiro: 2011

Santa Cruz
- Taça Chico Science: 2016
- Copa do Nordeste: 2016
- Campeonato Pernambucano: 2016

### Artilharias
ABC
- Campeonato Potiguar: 2007 – 10 gols
- Campeonato Potiguar: 2018 – 7 gols
- Campeonato Potiguar: 2022 – 11 gols

Cruzeiro
- Copa Libertadores da América: 2011 – 7 gols

### Prêmios Individuais
ABC
- Seleção do Campeonato Potiguar: 2018